# Санкт Алдегунд
Санкт Алдегунд (њем. Sankt Aldegund) општина је у њемачкој савезној држави Рајна-Палатинат. Једно је од 92 општинска средишта округа Кохем-Цел. Према процјени из 2010. у општини је живјело 660 становника. Посједује регионалну шифру (AGS) 7135076.

## Географски и демографски подаци
Санкт Алдегунд се налази у савезној држави Рајна-Палатинат у округу Кохем-Цел. Општина се налази на надморској висини од 100 метара. Површина општине износи 6,2 km². У самом мјесту је, према процјени из 2010. године, живјело 660 становника. Просјечна густина становништва износи 107 становника/km².